# 許嘉棟
許嘉棟（1948年10月9日—），臺灣臺南人，中華民國政府官員，曾任中華民國財政部部長、台灣金融研訓院董事長、中央銀行副總裁等。

## 學歷
- 美國史丹福大學經濟學博士（民國67年）
- 臺灣大學經濟學研究所碩士（民國63年）
- 臺灣大學經濟學系學士（民國59年）
- 國立臺南第一高級中學

## 經歷
- 台灣金融研訓院董事長 (民國97年至103年)
- 中央信託局董事長（民國92年）
- 中華民國對外貿易發展協會董事長（民國89年至92年）
- 財政部部長（民國89年5月至89年10月）
- 中央銀行副總裁（民國85年至89年）
- 中央研究院經濟研究所所長（民國80年至85年）
- 中央研究院經濟研究所副所長（民國77年至80年）
- 臺灣大學經濟學系教授（民國72年至85年）
- 中央研究院經濟研究所研究員（民國71年）[1]